# 大江桥
大江桥（おおえばし）是日本大阪市北区堂島川（旧淀川）上的一座钢筋混凝土拱桥，长81.5 米，有效宽度37.0 米。它连接堂島浜与中之島，大阪的南北主干道御堂筋（国道25号）经过此桥，大阪市営地下鉄御堂筋線也从桥下通过。大江桥被选定为国家重要文化財、浪速的名橋50選。

## 沿革
大江桥的历史可追溯到江戸時代的元禄年间，是随着堂島的开发而兴建的五座桥梁（大江橋、渡边桥、田蓑橋、堀江橋、船津橋）之一。1909年，大阪市北区一帯被大火烧毁。1910年大阪市電开通后，它被重建为一座铁桥。
目前的大江桥作为1924年大阪市第一次城市规划的一部分，随着御堂筋的扩建，改建为钢筋混凝土拱桥。1930年开工，1935年竣工。2008年，大江橋及淀屋橋被指定为重要文化财。